# Teoria del flogist

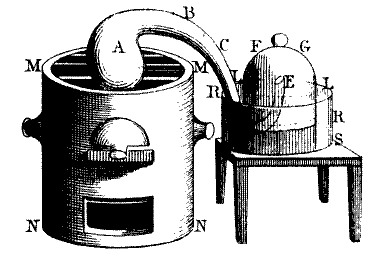
Aparell emprat per Lavoisier per descompondre l'aire. Figura del Traité Élémentaire de chimie.

La teoria de flogist és una teoria científica, emprada pels químics durant el segle xviii, que considerava que les substàncies combustibles podien cremar-se gràcies al fet que contenien flogist. En el decurs de la combustió el flogist s'anava alliberant i la substància perdia a poc a poc la seva combustibilitat. La teoria s'anà ampliant a mesura que amb ella s'explicaven altres processos com la combustió: la calcinació dels metalls, la fermentació i la putrefacció. Fou ideada el 1667 per Johann Joachim Becher i desenvolupada posteriorment per Georg Stahl, Henry Cavendish i Joseph Priestley. A finals del segle xviii Antoine Laurent Lavoisier demostrà experimentalment que el flogist no existia i que tots aquests processos eren reaccions amb l'oxigen de l'aire.
El mot «flogist» prové del grec φλογιστόν phlŏgistón ‘consumit pel foc’, i aquest de φλέγω phlégō ‘jo cremo, inflamo’.
La teoria del flogist fou la reformulació científica de l’antic principi del foc. Segons Stahl, el flogist formava part de totes les substàncies combustibles o transformables per la calor i es desprenia en cremar-les o en calcinar-les (convertir-les en calç). Una reincorporació de flogist podia, en certs casos, regenerar-les, i així s’explicava que els òxids metàl·lics (en aquell temps se'ls anomenava calçs) es reconvertissin en metalls en escalfar-los amb carbó, que era considerat com a flogist gairebé pur. Malgrat que avui sembli absurda a la llum dels conceptes moderns de massa, de matèria i d'energia, la teoria del flogist permeté d’ordenar d’una manera lògica els coneixements aleshores existents, i fou adoptada amb entusiasme pels químics d’aquella època: No perdé vigència fins a l’aparició de la teoria de l’oxidació de Lavoisier, base de la química moderna, i conservà partidaris fins ben avançat el segle xix.

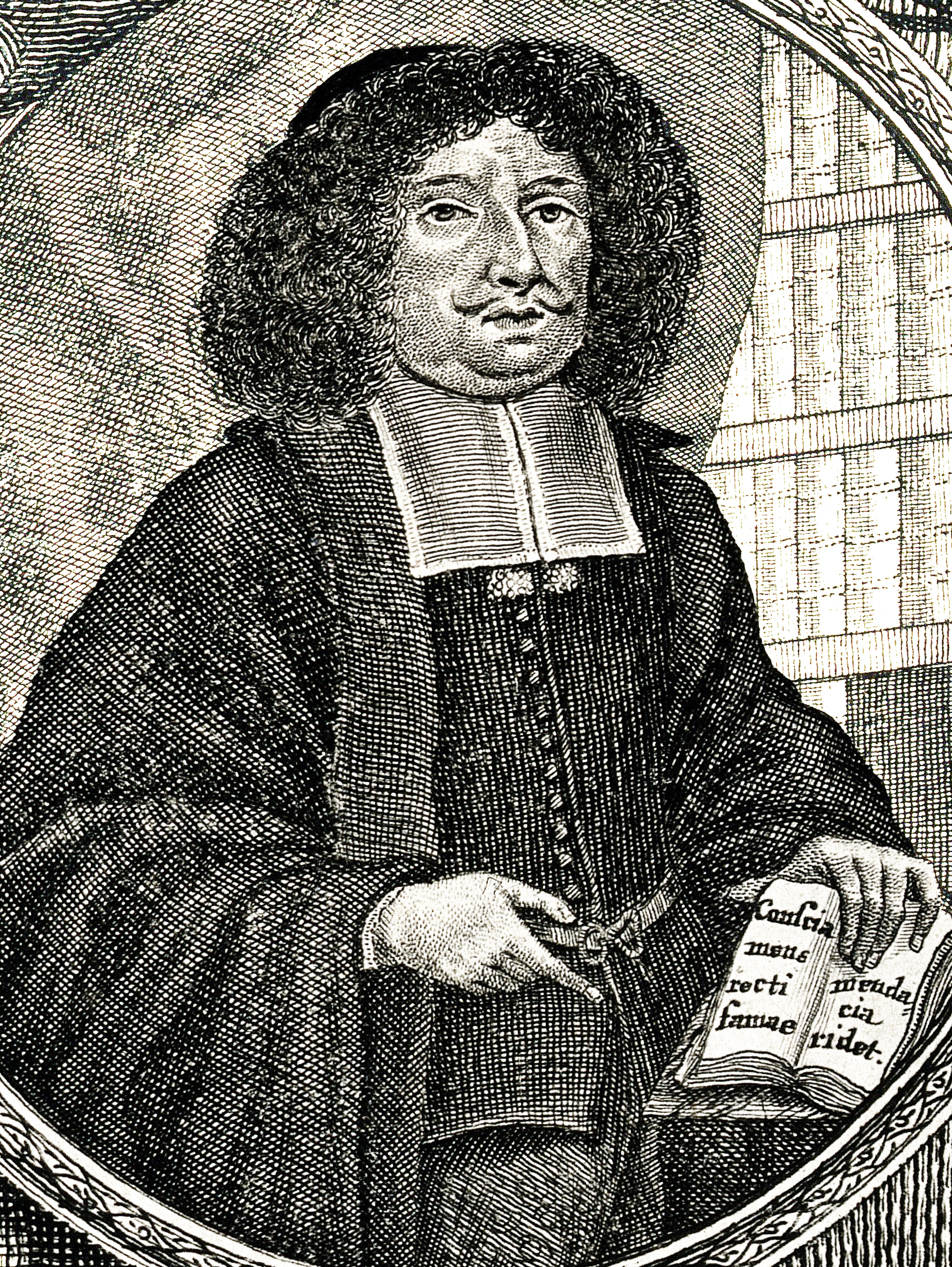
L’alquimista i metge Johann Joachim Becher fou el creador de la teoria del flogist.

## Teoria del flogist

### Teoria de Becher
La base de la teoria del flogist es troba en les investigacions sobre la combustió del químic alemany Johann Joachim Becher (1635-1682). Becher naixé a Spira, Alemanya, i visqué durant un temps a Viena, on dugué a terme uns experiments que pretenien transformar la sorra del riu Danubi en or. El 1669 publicà una obra titulada Physica Subterranea, on es fa la primera menció de la teoria de flogist.
Tradicionalment, els alquimistes consideraven que hi havia quatre elements clàssics: foc, aigua, aire, i terra. En el seu llibre, Becher eliminà el foc i l'aire del model d'element clàssic. El paper fonamental el reservà a l'aigua i a la terra, mentre que el foc i l'aire els considerà com a simples agents de transformació. Tots els cossos, tant animals com vegetals i minerals, estaven formats segons Becher per mescles d'aigua i terra. Becher creia que els components immediats dels cossos minerals eren tres tipus diferents de terres, cadascuna d'elles portadora d'una propietat: l'aspecte vitri, el caràcter combustible i la fluïdesa o volatilitat. Les anomenà: terra lapídia ‘terra de pedra’ o ‘terra pedrenca’, terra mercurialis ‘terra de mercuri’ i terra pinguis.

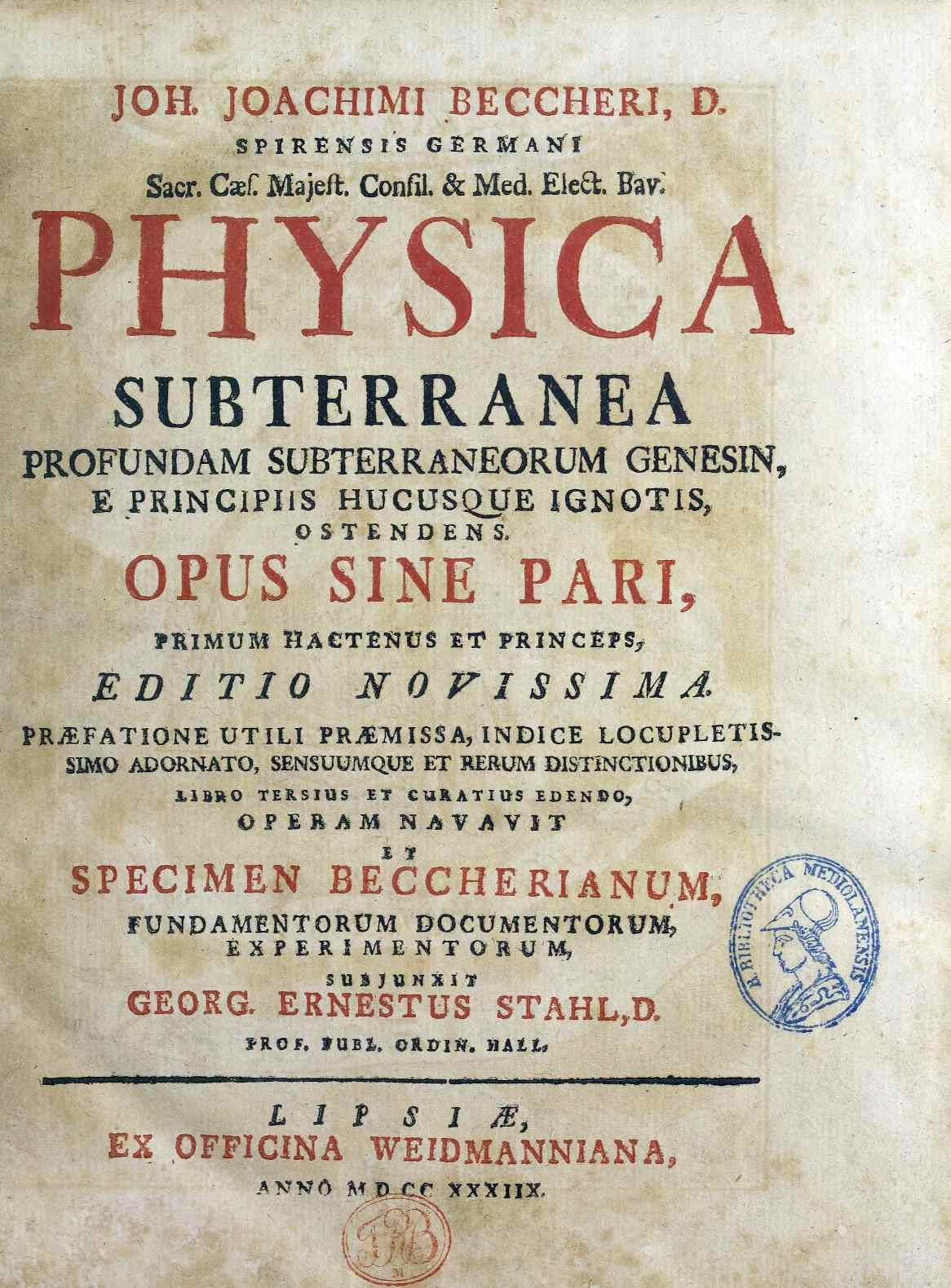

A la teoria de Becher, la terra lapídia representava el grau de fusibilitat; la terra mercurialis, indicava el grau de fluïdesa, subtilesa, volatilitat, i característiques metàl·liques; i la terra pinguis es considerava portadora del principi de la inflamabilitat. El nom d'aquesta darrera podria traduir-se com «terra grassa» o «terra oleaginosa», encara que Becher emprà també d'altres expressions per designar-la, entre elles «sofre flogist», derivat del grec phlogistos, que significa inflamable. Becher considerava que la terra pinguis la tenien les substàncies combustibles i l'alliberava durant la combustió.

### Teoria de Stahl

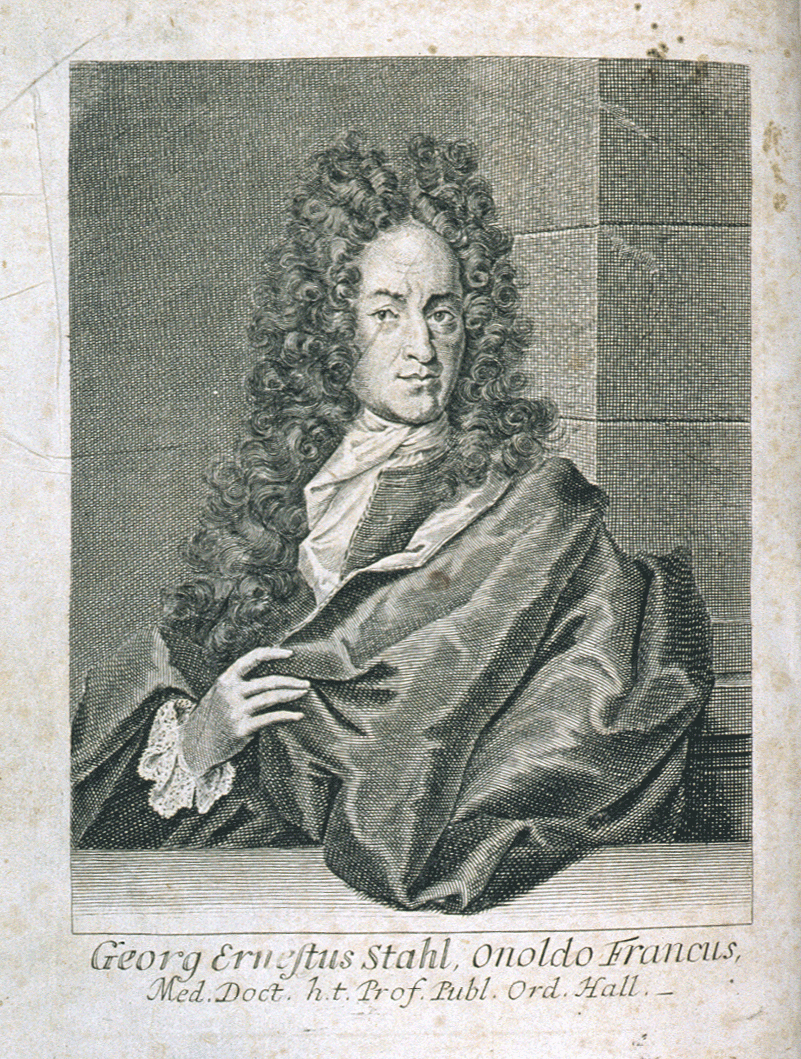
Georg Ernst Stahl

Georg Ernst Stahl (1660-1734), un químic alemany, fou un estudiant de Becher que amplià les seves teories amb diverses publicacions en el període entre 1703 i 1731. Amb un treball de 1718, Stahl fou el primer de tornar a donar nom a la terra pinguis que anomenà flogist. Stahl s'adonà que la combustió, la fermentació i la calcinació, processos que ningú havia relacionat mai, eren un mateix procés. La teoria de Stahl sosté que tots els materials inflamables contenen el flogist, una substància sense color, olor, o massa i que és alliberada en la combustió, fermentació o calcinació. Així, una vegada calcinat un metall, la substància "aflogística" es transforma en calç (l'òxid del metall).
El procés invers, la reducció de la «calç» o de l'òxid del metall (per exemple amb carbó) per obtenir el metall, Stahl l'explicava com un procés d'addició de flogist:
La teoria de Stahl fou ben acceptada a França. El llibre de text publicat el 1723 per Jean-Baptiste Senac (1693-1770) o els articles de l'Encyclopédie escrits per Gabriel-François Venel (1723-1775) foren molt importants per difondre la teoria a tota Europa. Com també la tengueren les lliçons de química de Guillaume-François Rouelle (1703-1770) impartides en el Jardin du Roi a París, així com la dels seus successors Pierre-Joseph Macquer (1718)-1784) i Antoine Baumé (1728-1804).

### Els aires de Priestley
El desenvolupament de la química pneumàtica en el segle xviii suposà nous reptes per a aquesta interpretació que foren afrontats per l'anglès inicialment pels anglesos Henry Cavendish  (1731-1810) i Joseph Priestley (1733-1804). Aquests científics empraren la teoria del flogist per explicar les transformacions del que es denominava com a «fluids elàstics» o aires (gasos). El flogist es transformà en un fluid la presència o absència del qual permetia explicar bona part de les propietats dels nous tipus d'aires. Així, Priestley introduí expressions com «aire flogisticat» i «aire desflogisticat», segons el seu contingut en flogist. S'havia observat des de l'antiguitat que qualsevol substància es crema durant un període limitat si la quantitat d'aire disponible és igualment limitada en cas de trobar-se, per exemple, en un recipient estanc. Priestley anomenà al residu d'aire que quedava després del procés de combustió (de fet, una mescla de nitrogen i diòxid de carboni) «aire flogisticat», perquè pensava que, durant la combustió, el mencionat aire havia absorbit tot el flogist que tenia capacitat de tenir. La combustió cessava perquè no podia absorbir més flogist. Sempre seguint aquesta línia de raonament, quan Priestley escalfà la calç vermella de mercuri i obtingué una mena d'aire que podia mantenir més temps la combustió, i l'anomenà «aire desflogisticat».

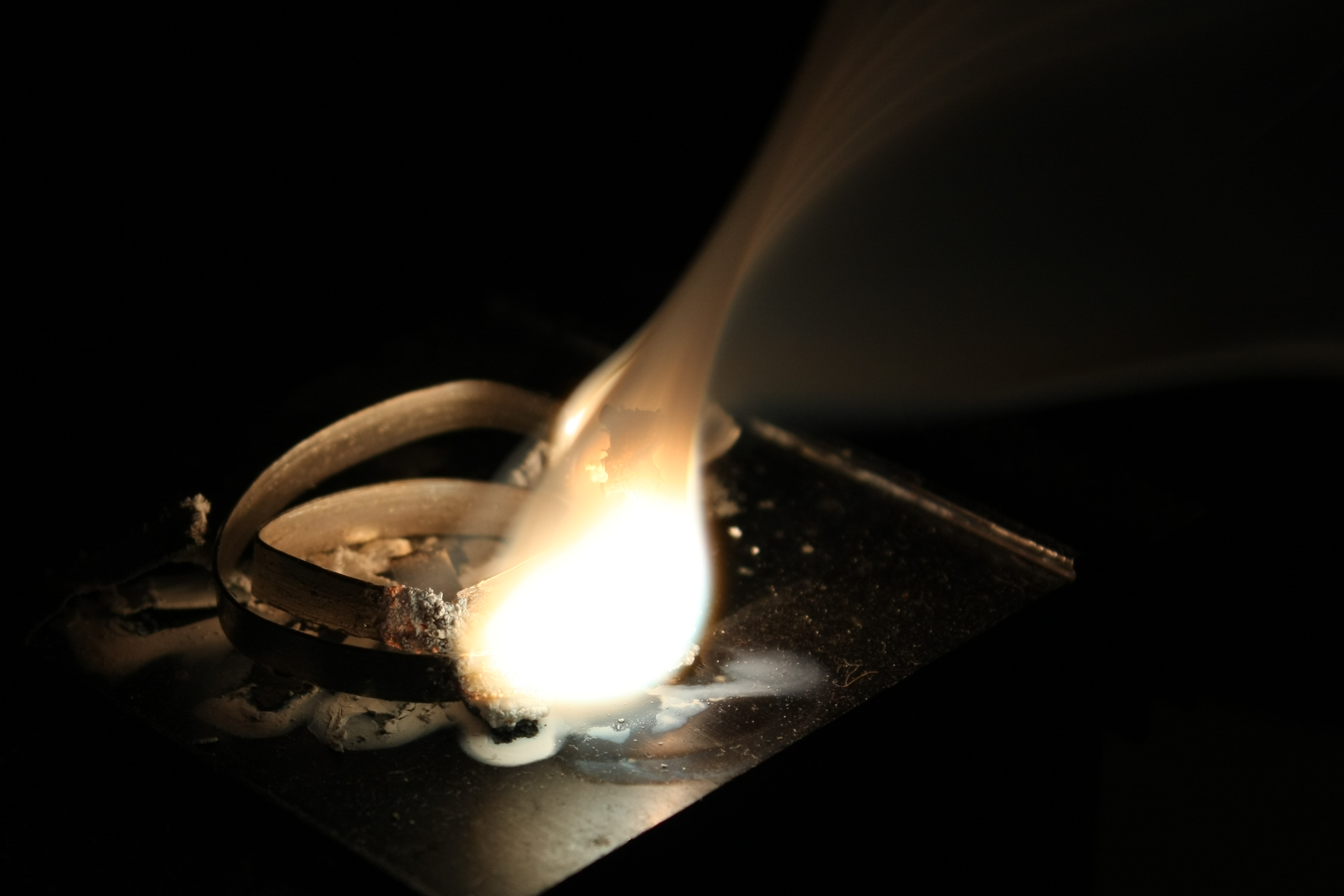
Cinta de magnesi que en cremar-se produeix un sòlid blanc, a més de llum, que pesa més que el magnesi de partida.

El 1772, Priestley redactà unes quantes memòries amb les conclusions dels seus estudis per a presentar-les a la Royal Society de Londres. Priestley interpretà les seves experiències suposant que processos com la respiració, la calcinació i la combustió suposaven un despreniment de flogist a l'aire.

## Fenòmens difícils d'explicar amb el flogist
Els experiments quantitatius revelaren problemes, incloent-hi el fet que algun tipus de metall, com el magnesi, guanyava pes en cremar-se, encara que perdia el flogist. Alguns defensors de flogist explicaren aquest fet suposant que el flogist tenia «pes negatiu»; d'altres, com el francès Louis-Bernard Guyton de Morveau (1737-1816), donaren l'argument més convencional dient que el flogist era més lleuger que l'aire. Tanmateix, una anàlisi més detallada, basada en el principi d'Arquimedes i la densitat del magnesi i el seu producte de combustió, mostrava que solament ser més lleuger que l'aire no podia explicar l'augment de la massa.

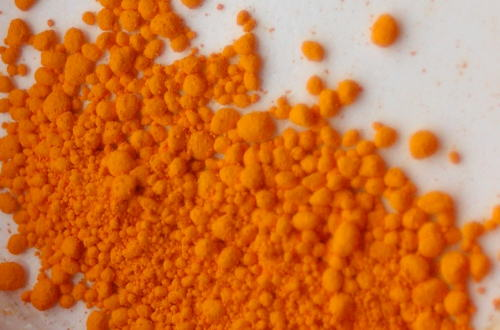
L'òxid de mercuri(II) o mercurius praecipitatus per se.

El mercurius praecipitatus per se ‘mercuri precipitat per si mateix’, actualment òxid de mercuri(II), és una substància de color taronja que s'emprava en medicina el segle xviii. Se sabia que si s'escalfava suaument mercuri, al cap d'un temps llarg, es formava mercurius praecipitatus per se. Per contra, si aquest òxid s'escalfava s'obtenia ràpidament mercuri metal·lic. Aquesta transformació no es podia explicar satisfactòriament amb la teoria del flogist perquè, com podia transformar-se una calç en mercuri metàl·lic sense addicionar-li flogist o sense la participació de substàncies riques en flogist?
El 1772 Guyton de Morveau suggerí que el flogist havia de provenir del foc amb el que s'escalfava el recipient, i que arribava a l'òxid de mercuri(II) travessant el vidre del recipient. Així, el flogist del foc s'unia a la calç i donava el metall, com suposava la teoria de Stahl. Guyton de Morveau també descobrí que es podia transformar l'òxid en mercuri mitjançant la simple acció de la llum solar. Alguns científics , a partir d'aquesta experiència, identificaren el flogist amb la matèria de la llum i amb el foc elemental. També Nicolas-Chrétien de Tuy (1728-1784) demostrà que es podia aconseguir la mateixa transformació per acció de l'electricitat i considerà que el fluid elèctric podia actuar igual que el flogist.

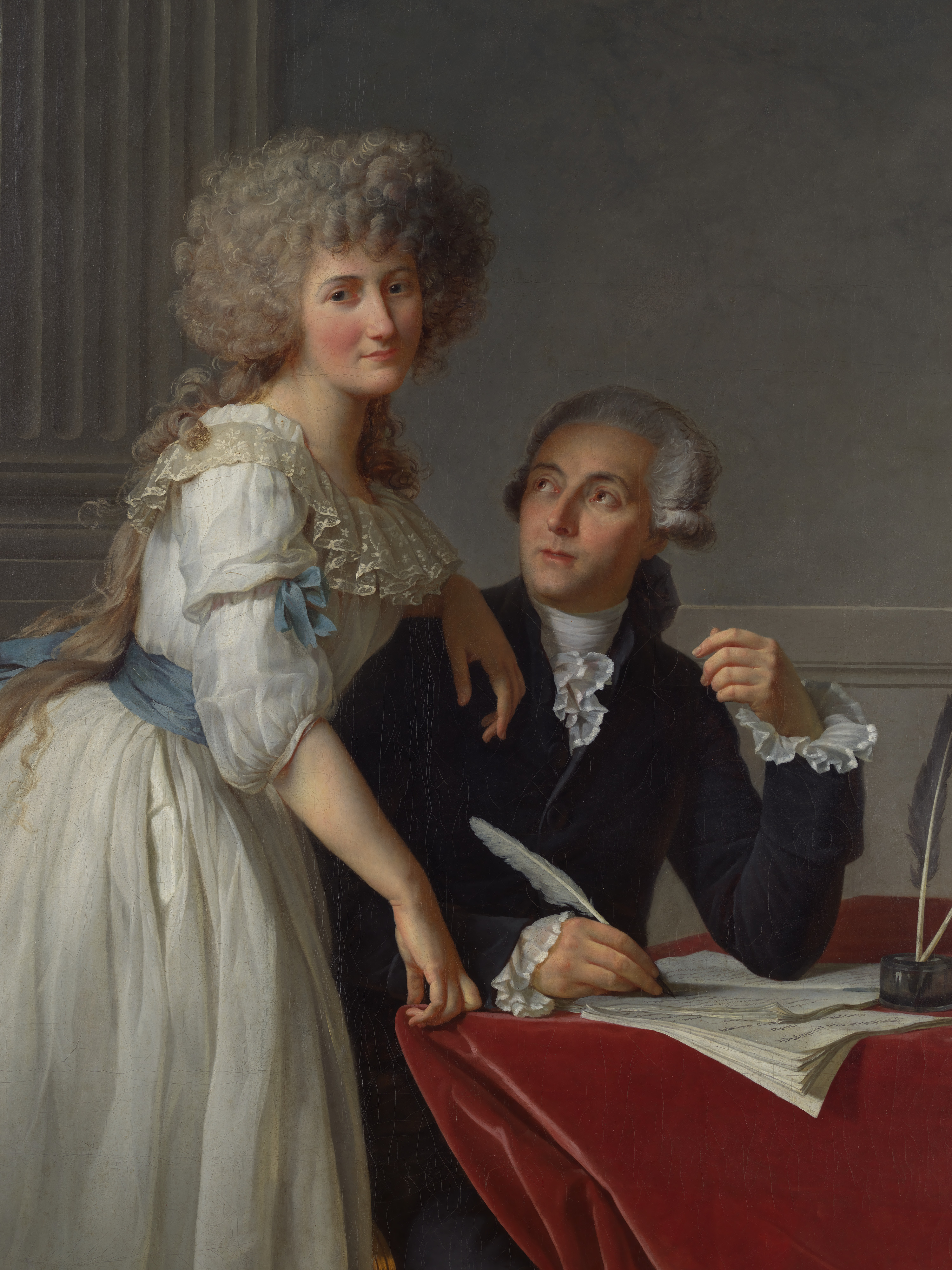
Antoine L. Lavoisier i la seva esposa. Fragment d'un retrat de David.

## Oposició al flogist

### Experiments de Lomonóssov
Els químic rus Mikhaïl Lomonóssov (1711-1765) fou un dels primers crítics de la teoria del flogist. Aparentment, realitzà aquestes crítiques l'any 1750 a les actes de l'Acadèmia de Sant Petersburg, però els experiments no foren publicats. El treball de Lomonóssov es basà en repetir els experiments de l'irlandès Robert Boyle (1627-1691) que havia observat que si el plom s'escalfava en un recipient tancat, adquiria pes. L'augment de pes s'atribuïa a una adquisició pel plom d'una «substància de foc». Boyle també havia observat que l'aire entrava en el recipient  en què s'havia escalfat el plom, però Boyle no podia explicar-ho. Lomonóssov repetí l'experiment de Boyle i assenyalà que el recipient que contenia el plom escalfat en realitat no guanyava pes, i que l'augment de pes es produïa quan l'aire entrava dins del recipient en obrir-lo. Proposà que el plom s'havia combinat amb una substància de l'aire més que amb el flogist o qualsevol «substància de foc». Nogensmenys, aquest treball de Lomonóssov no tengué repercussió fora de Rússia. 

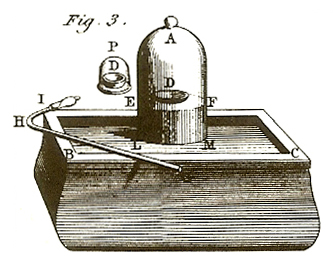
Muntatge realitzat per Lavoisier per posar a prova la teoria del flogist. Figura del Traité Élémentaire de chimie.

### Teoria de la combustió de Lavoisier
Però la teoria del flogist es mantingué fins als anys vuitanta del segle xviii, quan el químic francès Antoine Laurent Lavoisier (1743-1794) aportà una nova teoria sobre la combustió i la calcinació.

A finals del 1772 Lavosier havia duit a terme experiments sobre la combustió del fòsfor i la descomposició de la calç roja de plom (mini) amb la llum d'una lupa. Lavoisier col·locà una petita quantitat de substància combustible (mercuri) sobre un sòlid surant damunt d'aigua i ho tancà sota una campana de vidre. Amb una lupa concentrà la llum que permeté encendre el mercuri. Segons la teoria del flogist el cos flotant està menys submergit després de la combustió, ja que la quantitat restant de substància juntament amb la cendra ha de pesar menys que la inicial; i el volum d'aire dintre de la campana ha d'augmentar com a efecte de l'assimilació del flogist, i amb això el nivell de líquid tancat ha de ser més baix que al començament. Però les observacions contradigueren els resultats esperats.

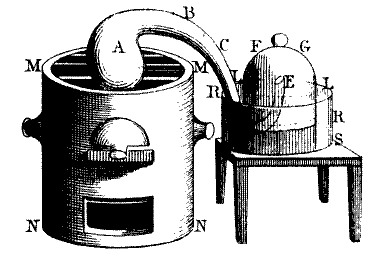
Aparell emprat per Lavoisier per demostrar separar els components de l'aire i descobrir l'oxigen. MMNN forn; A retorta; BCE coll de la retorta; FGLL campana invertida; RRSS recipient amb aigua. Figura del Traité Élémentaire de chimie.

El 1776 Lavosier bullí mercuri dins d'una retorta el tub de la qual finalitzava dins d'un recipient amb aigua i una campana invertida, de manera que podia observar-se l'emissió o absorció de gasos. Emprant un forn escalfà suaument la retorta durant varis dies fins que, finalment, pogué observar la formació d'una pel·lícula roja d'òxid de mercuri(II) damunt del mercuri. En acabar, l'aire contingut dins del flascó invertit havia disminuït en una sexta part del volum inicial. Lavosier comprovà que l'aire que quedava no era diòxid de carboni. Posteriorment mesclà cinc parts de l'aire que havia quedat (que era nitrogen) amb una part de l'aire obtingut en escalfar la calç de mercuri (que era oxigen) i el resultat fou que recuperà un gas amb la mateixa composició que l'aire inicial. Havia separat els components de l'aire i descobert l'oxigen.
Amb l'oxigen, Lavoisier interpretà correctament la combustió eliminant el flogist en la seva explicació. Les substàncies que cremen es combinen amb l'oxigen de l'aire, per la qual cosa guanyen pes. L'aire que està en contacte amb la substància que es crema perd oxigen i, per tant, també volum. Amb Lavoisier els químics abandonaren progressivament la teoria del flogist i s'apuntaren a la teoria de la combustió basada en l'oxigen.